# Örlogsbesök

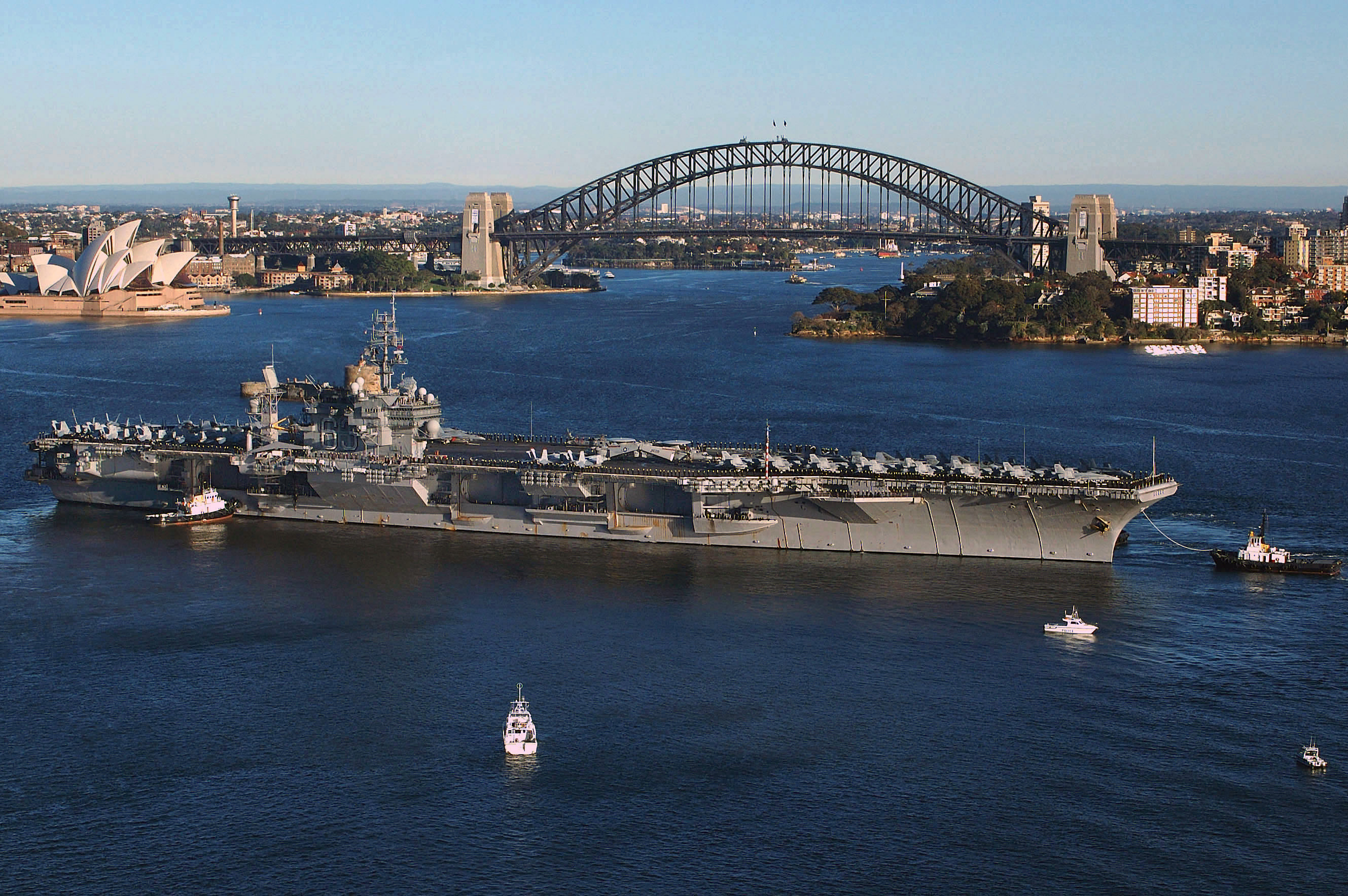
Amerikanska hangarfartyget från USA:s flotta på örlogsbesök i Sydney, New South Wales i Australien, 3 juli 2005.

Örlogsbesök avser örlogsfartygs hamnbesök med fredliga avsikter i en främmande stat, varje år sker mellan 30 och 40 stycken i Sverige.
Officiella besök genomförs i regel som statsbesök med statschefen ombord. Vid ett inofficiellt besök är örlogsflottan inbjuden till utbyte i värdlandet med syftet att goda relationer mellan staterna skall främjas.
Med rutinbesök avses situationer då ett örlogsfartyg begärt och beviljats tillstånd att besöka en hamn av exempelvis underhållsskäl eller för att möjliggöra rekreation för besättningen.